# 卢瓦尔河畔迪瓦特
卢瓦尔河畔迪瓦特（法語：Divatte-sur-Loire，法語發音：[divat syʁ lwaʁ] ⓘ）是法国大西洋卢瓦尔省的一个市镇，位于该省东部，卢瓦尔河左岸，和曼恩-卢瓦尔省接壤，属于南特区。

## 地名
与其他译作“XXX河畔XXX”的“XXX-sur-XXX”类地名不同，该地名中的“迪瓦特”（Divatte）也是一条河流的名称而非地名，其为卢瓦尔河的左支流，故实际上“Divatte-sur-Loire”一名意为“卢瓦尔河上方的迪瓦特河”。

## 历史
卢瓦尔河畔迪瓦特成立于2016年1月1日，由原市镇拉沙佩勒巴斯梅尔（La Chapelle-Basse-Mer）和巴尔伯沙（Barbechat）合并而成，其中前者为政府驻地。

## 地理
卢瓦尔河畔迪瓦特（47°17'4.51"N, 1°19'39.46"W）面积33.9 平方千米，位于法国卢瓦尔河地区大区大西洋卢瓦尔省，该省份为法国西北部沿海省份，位于布列塔尼半岛东南部，北起伊勒-维莱讷省，西北接莫尔比昂省，西临大西洋，南至旺代省，东临曼恩-卢瓦尔省。
与卢瓦尔河畔迪瓦特接壤的市镇（或旧市镇、城区）包括：勒塞利耶、勒洛鲁博特罗、卢瓦尔河畔莫沃、圣于连德孔塞勒、卢瓦尔河畔图阿雷、奥雷当茹。
卢瓦尔河畔迪瓦特的时区为UTC+01:00、UTC+02:00（夏令时）。

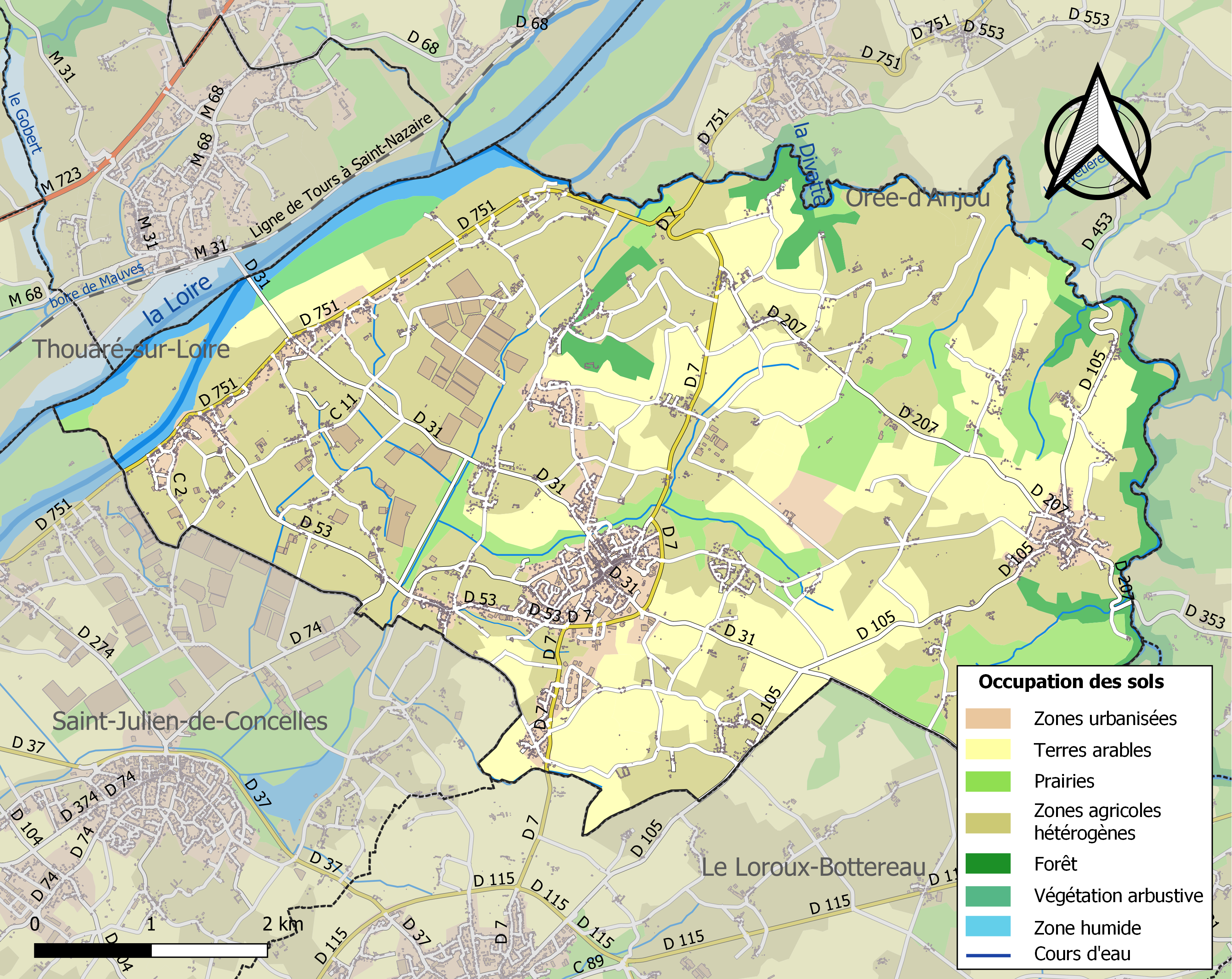
卢瓦尔河畔迪瓦特的OSM定位图

## 行政
卢瓦尔河畔迪瓦特的邮政编码为44450，INSEE市镇编码为44029。

## 政治
卢瓦尔河畔迪瓦特所属的省级选区为瓦莱特县。

## 人口
卢瓦尔河畔迪瓦特于2022年1月1日时的人口数量为7158人。